# Milan Gurović
Milan Gurović, né le 17 juin 1976 à Novi Sad, est un ancien joueur de basket-ball possédant la double nationalité serbo-grecque, évoluant au poste d'ailier.

## Biographie
Débutant en professionnel dans le championnat grec, il rejoint ainsi la Liga ACB, évoluant pour le FC Barcelone. Il retourne une saison dans la ligue grecque, à l'AEK Athènes, avant de jouer en Italie à Trieste, puis de nouveau en Espagne à Unicaja Malaga.
Il évolue ensuite en Serbie, à NIS Vojvodina, puis au Partizan Belgrade, avant de retrouver l'Espagne à Joventut Badalona et enfin de nouveau la Serbie à Étoile Rouge de Belgrade.
Il annonce le 29 septembre 2009 qu'il prend sa retraite.

## Club
- 1993-1998 :  Peristéri BC
- 1998-2000 :  FC Barcelone
- 2000-déc 2000 :  AEK Athènes
- déc 2000-2001 :  Telit Trieste
- 2001-2003 :  Unicaja Malaga
- 2003-2004 :  NIS Vojvodina
- 2004-2005 :  Partizan Belgrade
- 2005-2006 :  Joventut Badalona
- 2006-2007 :  Étoile Rouge de Belgrade
- 2007-2008 :  Prokom Trefl Sopot
- 2008-2009 :  Galatasaray

## Palmarès

### Club
- Coupe Korać :
  - Vainqueur : 1999
- Champion d'Espagne :
  - Vainqueur : 1999
- Coupe de Serbie-et-Monténégro :
  - Vainqueur : 2006.
- Coupe de Pologne :
  - Vainqueur : 2008.

### Sélection nationale
- Championnat du monde masculin de basket-ball
  -  Médaille d'or au championnat du monde 2002 à Indianapolis, aux États-Unis.

- Championnat d'Europe de basket-ball masculin
  -  Médaille d'or au championnat d'Europe 2001 en Turquie.
  -  Médaille de bronze au championnat d'Europe 1999 en France.

### Distinctions personnelles
- Participation au All Star Game espagnol en 1999 et 2002.
- MVP du All Star Game espagnol en 2002.
- MVP de la Ligue adriatique en 2007.